# Incontinentia pigmenti
Incontinentia pigmenti (IP, ook syndroom van Bloch-Sulzberger of syndroom van Bloch-Siemens genaamd) is een erfelijke huidziekte (voorkomen ca. 1 op 40.000) die behoort tot de groep van genodermatosen. De typische huidlaesies, die kenmerkend zijn voor het syndroom, verlopen in 4 stadia.
- Stadium 1: blaasjes met vocht erin (vanaf de geboorte of kort erna)
- Stadium 2: wrat-achtige laesies (vanaf 1 maand tot 6 maanden na de geboorte)
- stadium 3: hyperpigmentatie (vanaf 6 maanden tot in de adolescentie)
- stadium 4: hypopigmentatie (vanaf de leeftijd van 16 jaar, niet altijd duidelijk aanwezig)

Aan het derde stadium heeft de ziekte haar naam te danken: incontinent voor pigmenten of het pigment melanine loopt uit de cel. In tijden van koorts kan het kind terugkeren naar het eerste en dan het tweede stadium.
Bijkomende symptomen zijn
1. neurologische aandoeningen (in 10-20% van de gevallen), met epileptische aanvallen, micro-encefalie, spasticiteit, motorische retardatie, mentale retardatie ed. Deze aandoeningen komen echter in het eerste levensjaar aan het licht en zelfs voornamelijk in de neonatale periode, als er geen neurologische afwijkingen zijn opgetreden in de eerste 3 maanden van het leven, dan is de kans klein dat dat alsnog zal gebeuren. Toch blijft een neurologische opvolging van het kind aangeraden.
2. oogafwijkingen (strabismus, cataract, loskomen van de retina). Wetenschappelijke literatuur raadt aan om het kind de eerste 3 maanden maandelijks te laten onderzoeken door een pediatrische oogarts, vervolgens tot het 1ste levensjaar 3 maandelijks en tot het 3e levensjaar 6 maandelijks. Dit om blindheid te voorkomen.
3. tandafwijkingen: later tanden krijgen, conische tanden, kleine tanden, en gedeeltelijke anodontie.
4. Haar- en nagelafwijkingen: een wollige haarnevus, gedeeltelijke kaalheid; lijnen, putten en soms het verliezen van de nagels.

## Overerving
De aandoening erft over via het X-chromosoom, dominant met male-lethality. Bijna alle jongetjes met deze aandoening zullen leiden tot een miskraam. Enkel meisjes kunnen dus IP hebben. Soms kan de ziekte lange tijd in de familie zitten zonder dat er een diagnose werd gemaakt.
- Meisjes hebben 2 kopieën van het X-chromosoom. In alle cellen wordt een van beide X-chromosomen uitgeschakeld (X-inactivatie), zodat een deel van de cellen een normaal gen wordt overgeschreven, en de overige een afwijkend gen wordt gebruikt. Patiënten met IP hebben wat men noemde 'skewed X-inactivation', wat wil zeggen dat >90% van de cellen het gezonde X-chromosoom zal gebruiken/ overschrijven.
- Jongetjes hebben maar 1 X-chromosoom en overlijden voor de geboorte als alle cellen het afwijkende gen bevatten. Er zijn enkele jongens met de aandoening beschreven, dit kan door 1) mozaïek, wanneer na de eerste celdelingen 1 cel in het embryo nog muteert; 2) voorkomen van Klinefelter syndroom (47, XXY); 3) minder zware mutatie.

Als IP bij meerdere generaties binnen een familie voorkomt (familiale IP), komt het defecte gen van het X-chromosoom van de moeder. Immers jongetjes met IP zullen niet overleven en kunnen de ziekte dus niet doorgeven.
Als de patiënt de eerste is in de familie is het defecte gen vaak van vader afkomstig. De mutatie is dan tijdens de aanmaak van de zaadcellen ontstaan.

## Gen
De plaats van de genetische afwijking, een deletie van exon 4-10 is sinds 1999 bekend en ligt op de locatie Xq28 in het zogenaamde NEMO gen. Het NEMO gen is nodig voor de regulatie van de transcriptiefactor NF-kappaB. Deze transcriptiefactor speelt een rol in immuun-, ontstekings- en apoptose pathways. NEMO-deficiënte cellen gaan in apoptose doordat NF-kappa B niet meer geremd kan worden.
Diagnostiek is voor dit gen mogelijk, zowel pre-nataal als postnataal.